# ハビエル・フェセル
ハビエル・フェセル・ペレス・デ・ペティント（スペイン語: Javier Fesser Pérez de Petinto、1964年2月15日 - ）は、スペイン・マドリード出身の映画監督。2008年の『カミーノ』と2018年の『だれもが愛しいチャンピオン』でゴヤ賞作品賞を2度受賞している。

## 経歴
1964年にマドリードに生まれ、マドリード・コンプルテンセ大学でコミュニケーション学の学位を取得した。スーパー8mmフィルムで映画製作を開始し、1986年には映像製作会社のリネア・フィルムズを設立した。1992年4月にはプロデューサーのルイス・マンソとともに映画製作会社のペリクラス・ペンデルトンを設立した。
1998年の初長編作品『ミラクル・ペティント』はファンタジー作品であり、ゴヤ賞で脚色賞にノミネートされた。2003年の『モルタデロとフィレモン』スペインの漫画 モルタデロ・イ・フィレモン を実写映画化したコメディ。、興行的に大きな成功を収めた。2007年の短編作品『Binta y la gran idea』はアカデミー賞短編映画賞にノミネートされた。
2008年の長編第3作『カミーノ』は論争も巻き起こしたが、ゴヤ賞で作品賞・監督賞・脚本賞など6部門を受賞した。2018年には知的障碍者のバスケットボールチームをテーマとするコメディドラマ『だれもが愛しいチャンピオン』を監督した。この作品はゴヤ賞で作品賞など3部門を受賞し、アカデミー外国語映画賞スペイン代表作品に選ばれた。

## 人物
兄のギジェルモ・フェセルはジャーナリストである。

## フィルモグラフィー
- 2018年 『だれもが愛しいチャンピオン』 Campeones
- 2014年 Mortadelo and Filemon: Mission Implausible
- 2013年 Al final todos mueren
- 2013年 Invictus, el correo del César
- 2008年 『カミーノ』 Camino
- 2006年 Cándida
- 2004年 Binta and the Great Idea
- 2003年 『モルタデロとフィレモン』 Mortadelo & Filemon: The Big Adventure
- 1998年 『ミラクル・ペティント』 El milagro de P. Tinto
- 1995年 El sedcleto de la tlompeta
- 1995年 Aquel ritmillo

## 受賞とノミネート
アカデミー賞
| 年   | 部門       | 作品                 | 結果       |
| ---- | ---------- | -------------------- | ---------- |
| 2007 | 短編映画賞 | Binta y la gran idea | ノミネート |

ゴヤ賞
| 年   | 部門         | 作品                                         | 結果       |
| ---- | ------------ | -------------------------------------------- | ---------- |
| 2019 | 作品賞       | 『だれもが愛しいチャンピオン』               | 受賞       |
| 2014 | 脚色賞       | Mortadelo y Filemón contra Jimmy el Cachondo | 受賞       |
| 2014 | アニメ作品賞 | Mortadelo y Filemón contra Jimmy el Cachondo | 受賞       |
| 2009 | 脚本賞       | 『カミーノ』                                 | 受賞       |
| 2009 | 監督賞       | 『カミーノ』                                 | 受賞       |
| 2009 | 作品賞       | 『カミーノ』                                 | 受賞       |
| 1998 | 脚色賞       | 『ミラクル・ペティント』                     | ノミネート |
| 1994 | 短編作品賞   | Aquel ritmillo                               | 受賞       |

フェロス賞
| 年   | 部門           | 作品                           | 結果 |
| ---- | -------------- | ------------------------------ | ---- |
| 2019 | コメディ作品賞 | 『だれもが愛しいチャンピオン』 | 受賞 |

スペイン映画批評家協会賞
| 年   | 部門   | 作品                                         | 結果 |
| ---- | ------ | -------------------------------------------- | ---- |
| 2014 | 脚色賞 | Mortadelo y Filemón contra Jimmy el Cachondo | 受賞 |

フガス賞
| 年   | 部門   | 作品           | 結果 |
| ---- | ------ | -------------- | ---- |
| 2018 | 功労賞 | 功労賞         | 受賞 |
| 2017 | 脚本賞 | 17 años juntos | 受賞 |

プラティーノ賞
| 年   | 部門                 | 作品                           | 結果       |
| ---- | -------------------- | ------------------------------ | ---------- |
| 2019 | イベロアメリカ作品賞 | 『だれもが愛しいチャンピオン』 | ノミネート |
| 2019 | 監督賞               | 『だれもが愛しいチャンピオン』 | ノミネート |
| 2019 | 脚本賞               | 『だれもが愛しいチャンピオン』 | ノミネート |
| 2019 | 教育映画賞           | 『だれもが愛しいチャンピオン』 | ノミネート |